# Ачуца (Арад)
Ачуца (рум. Aciuța) насеље је у Румунији у округу Арад у општини Плешкуца. Oпштина се налази на надморској висини од 226 m.

## Историја
Место се први пут помиње 1439. године када је подуправом тврђаве Ширије.

## Становништво
Према подацима из 2002. године у насељу је живело 255 становника.

### Попис2002.
| Расподела становништва по националности 2002.‍ | Расподела становништва по националности 2002.‍ | Расподела становништва по националности 2002.‍ | Расподела становништва по националности 2002.‍ | Расподела становништва по националности 2002.‍ |
| --------------------------------------------- | --------------------------------------------- | --------------------------------------------- | --------------------------------------------- | --------------------------------------------- |
|                                               |                                               |                                               |                                               |                                               |
| Румуни                                        | Румуни                                        |                                               | 198                                           | 77,6%                                         |
| Роми                                          | Роми                                          |                                               | 57                                            | 22,4%                                         |